# Malá Mača
Malá Mača (bis 1948 slowakisch „Malý Mačad“; ungarisch Kismácséd) ist eine Gemeinde im Westen der Slowakei mit 607 Einwohnern (Stand 31. Dezember 2024), die zum Okres Galanta, einem Teil des Trnavský kraj gehört.

## Geographie
Die Gemeinde befindet sich im slowakischen Donautiefland beim Zusammenfluss von Dolný Dudváh und Gidra. Das Gemeindegebiet ist eben, weitgehend entwaldet und von fruchtbaren Schwarzböden bedeckt. Das Ortszentrum liegt auf einer Höhe von 121 m n.m. und ist zweieinhalb Kilometer von Sládkovičovo sowie zehn Kilometer von Galanta entfernt.
Nachbargemeinden sind Abrahám im Norden, Veľká Mača im Osten und Sládkovičovo im Süden und Westen.

## Geschichte

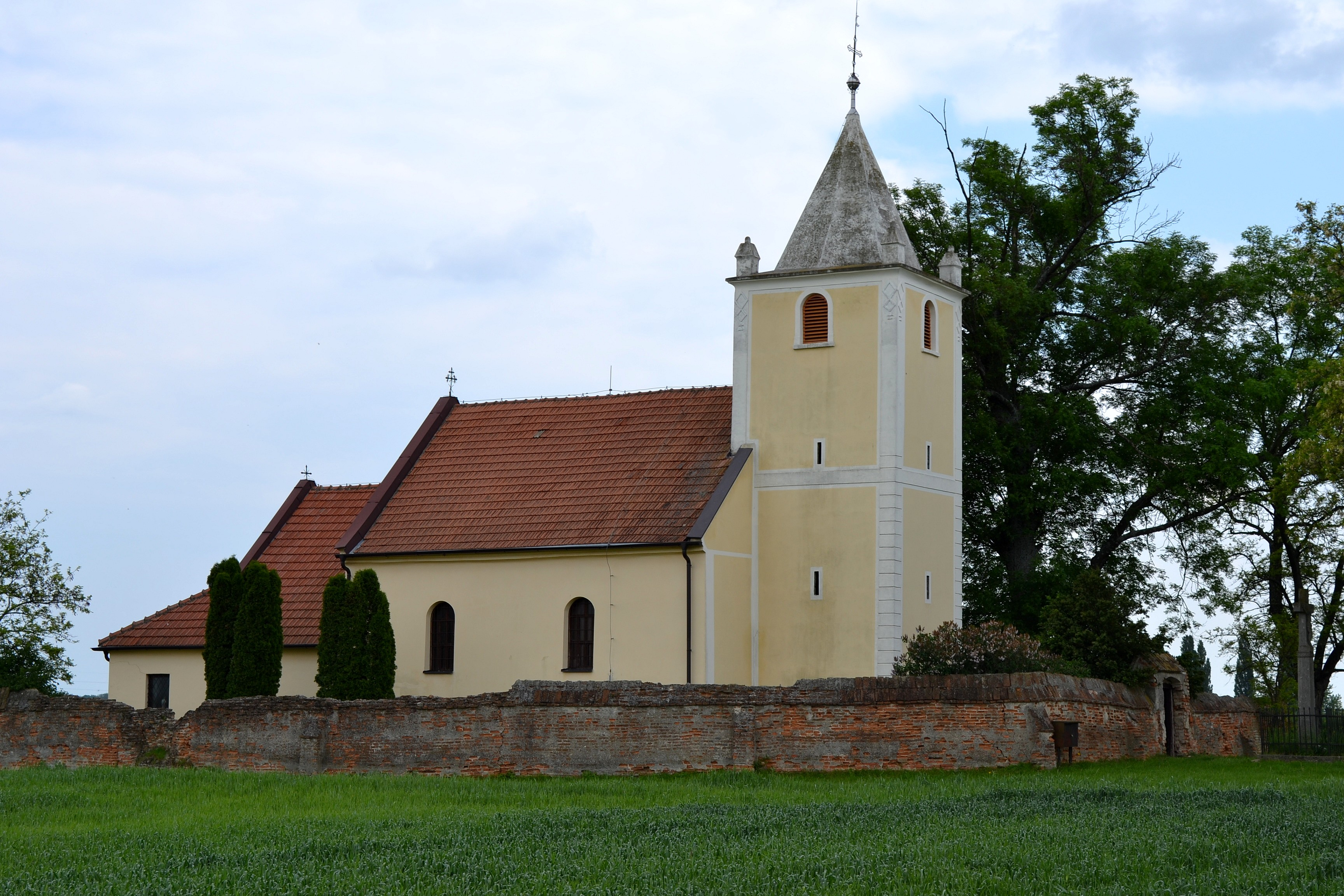
Kirche bei Malá Mača

Malá Mača zusammen mit Nachbarort Veľká Mača wurde zum ersten Mal 1326 als Mached schriftlich erwähnt. Schon vorher gab es aber eine Kirche, die im 13. Jahrhundert erbaut wurde. Nach 1326 ist die Unterscheidung deutlich, zum Beispiel im Jahr 1335 (Mached utraque) oder 1412 (Kysmached). Das Dorf gehörte zum niederen Adel: 1553 waren es die Familien Erdőmegyi, Zomor, Szalay und Kapróczy, im 18. Jahrhundert Esterházy sowie das Herrschaftsgut von Schintau. 1553 sind in einem Steuerverzeichnis elf Porta verzeichnet.
1663 wurde das Dorf von den Türken, 1703–11 hingegen von der kaiserlichen Armee und den Kuruzzen verwüstet. 1828 zählte man 74 Häuser und 334 Einwohner, die in Landwirtschaft beschäftigt waren.
Bis 1918 gehörte der im Komitat Pressburg liegende Ort zum Königreich Ungarn und kam danach zur Tschechoslowakei beziehungsweise heute Slowakei. Auf Grund des Ersten Wiener Schiedsspruches lag er 1938–45 noch einmal in Ungarn.
1986 wurde Malá Mača in die Stadt Sládkovičovo eingegliedert, wurde aber im Dezember 2002 wieder selbstständig.

## Bevölkerung
| Jahr                | 1994 | 2004 | 2014    | 2024    |
| ------------------- | ---- | ---- | ------- | ------- |
| Anzahl der Personen | 0    | 600  | 598     | 607     |
| Unterschied         |      | –    | −0,33 % | +1,50 % |

| Jahr                | 2023 | 2024    |
| ------------------- | ---- | ------- |
| Anzahl der Personen | 606  | 607     |
| Unterschied         |      | +0,16 % |

Gemäß der Volkszählung 2011 wohnten in Malá Mača 584 Einwohner, davon 287 Magyaren, 279 Slowaken und acht Tschechen. 13 Einwohner machten keine Angabe. 409 Einwohner gehörten zur römisch-katholischen Kirche, 76 Einwohner zur evangelischen Kirche A. B., vier Einwohner zu den Siebenten-Tag-Adventisten, jeweils drei Einwohner zur evangelisch-methodistischen Kirche und zur orthodoxen Kirche, zwei Einwohner zur reformierten Kirche und ein Einwohner zur apostolischen Kirche. 62 Einwohner waren konfessionslos und bei 24 Einwohnern ist die Konfession nicht ermittelt.

## Sehenswürdigkeiten
- römisch-katholische Margarethenkirche im romanischen Stil aus dem 13. Jahrhundert, etwa einen Kilometer vom Dorf entfernt. Nach örtlicher mündlicher Überlieferung stand das ehemalige Dorf rund um die Kirche, ehe die Bewohner es im 17. Jahrhundert wegen türkischer Angriffe verließen und am heutigen Standort ein neues Dorf bauten. Zum Gedächtnis steht am Turmkreuz ein Metallhalbmond.